# Bergebeutel

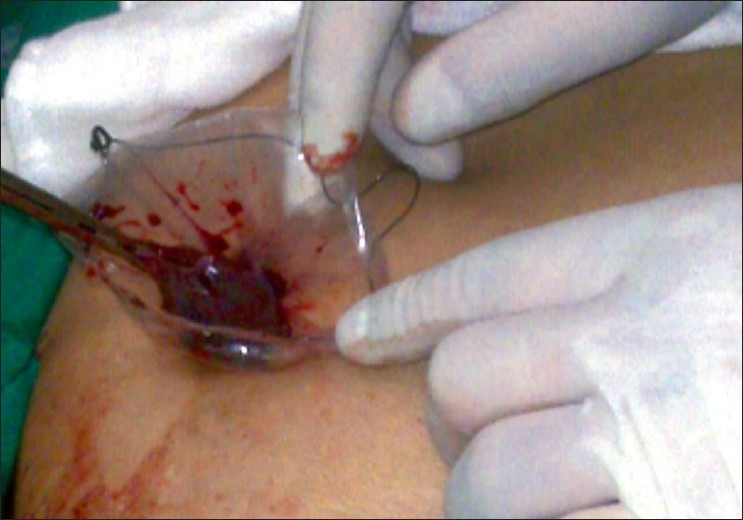
Ein Bergebeutel mit einer in kleinere Stücke zerteilten Milz, die über einen Nabelzugang entnommen wird.

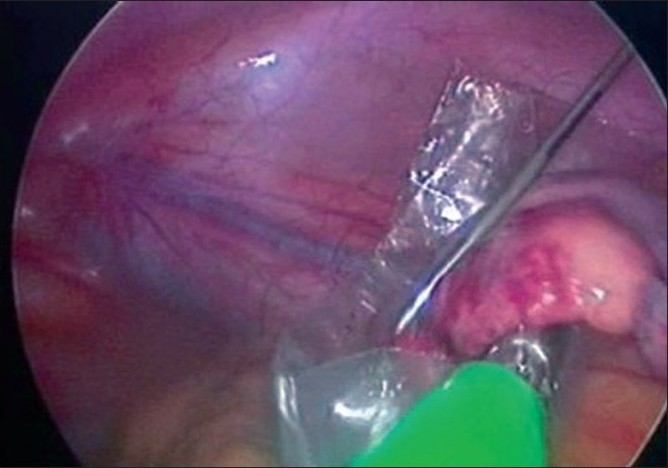
Ein Appendix vermiformis (Wurmfortsatz), der in der Bauchhöhle in einen Bergebeutel eingebracht wird.

Ein Bergebeutel, auch Bergesack oder Endobag (altgriechisch ἔνδον endon, deutsch ‚innen‘ und englisch bag ‚Beutel‘) genannt, ist ein Hilfsmittel in der endoskopischen Chirurgie. Er dient im Wesentlichen der Isolierung, der Verpackung und dem Transport von Gewebeteilen aus dem Körper des Patienten nach außen durch den endoskopischen Zugang.

## Beschreibung
Bergebeutel werden verwendet, um eine Kontamination der entsprechenden Körperhöhle mit dem entnommenen Gewebe zu verhindern. Dies sind in der Laparoskopie die Peritonealhöhle und in der Thorakoskopie die Brusthöhle.
In die Bergebeutel werden beispielsweise entnommene Gallenblasen, Nierensteine, Appendizes vermiformis („Blinddärme“), Zysten, gut- oder bösartige Tumoren eingebracht. Auch ganze Organe, wie beispielsweise die Milz, können mittels Bergebeutel aus dem Körperinneren entfernt werden. Der Bergebeutel wird dazu über den Trokar in die entsprechende Körperhöhle eingeführt und das zu entfernende Gewebe eingebracht. Der Beutel wird vor Ort verschlossen und über den Trokar nach außen transportiert. Dort kann das Gewebe beispielsweise feingeweblich (histologisch) untersucht werden.
In der klinischen Praxis hat sich der Begriff Endobag etabliert. Dies ist allerdings eine eingetragene Marke der mtp GmbH.
Der deutsche Arzt Udo Auweiler entwickelte zu Beginn der 1990er Jahre einen verbesserten Bergebeutel, den er am 25. Juni 1992 in Deutschland und später in anderen Ländern zum Patent anmeldete. Die Lizenzrechte für diesen Bergebeutel hat die mtp GmbH.
Ein weiterer Anbieter von laparoskopischen Einweg-Bergebeuteln ist das Unternehmen Covidien, die den von Autosuture entwickelten Endo-Catch und Endobag anbietet.
Das Unternehmen Medi-Globe (Deutschland-Vertrieb durch ASID BONZ) entwickelte einen selbstöffnenden Bergebeutel mit der Verkaufsbezeichnung ExBag und besteht aus einem hochreißfesten, flüssigkeitsdichten Kunststoffbeutel, der sich im Operationsfeld selbsttätig öffnet und nach der Befüllung auch einfach und sicher verschlossen und entfernt werden kann.